# Amblyraja
Az Amblyraja a porcos halak (Chondrichthyes) osztályának rájaalakúak (Rajiformes) rendjébe, ezen belül a valódi rájafélék (Rajidae) családjába tartozó nem.

## Tudnivalók
Az Amblyraja-fajok előfordulási területe az Indiai-óceánban, valamint az Amerikák két partja mentén van. Ezek a porcos halak fajtól függően 77-106 centiméteresek.

## Rendszerezés
A nembe az alábbi 10 élő faj tartozik:
- Amblyraja badia (Garman, 1899)
- Amblyraja doellojuradoi (Pozzi, 1935)
- Amblyraja frerichsi (Krefft, 1968)
- Amblyraja georgiana (Norman, 1938)
- sarki rája (Amblyraja hyperborea) (Collett, 1879)
- Amblyraja jenseni (Bigelow & Schroeder, 1950)
- csillagrája (Amblyraja radiata) (Donovan, 1808) - típusfaj
- Amblyraja reversa (Lloyd, 1906)
- Amblyraja robertsi (Hulley, 1970)
- Amblyraja taaf (Meisner, 1987)